# 黄冈市人民政府
30°27′21″N 114°52′01″E / 30.455908°N 114.867058°E
黄冈市人民政府（简称黄冈市政府），是中华人民共和国湖北省黄冈市的行政管理机关。

## 历史沿革
1990年，撤销黄冈县，设黄州市（县级市）。1995年12月23日国务院批准，撤销黄冈地区和县级黄州市，设立地级黄冈市。黄冈地区行政公署与黄州市人民政府合并，组建黄冈市人民政府，机关驻黄州区七一路。

## 机构设置
根据2019年《黄冈市机构改革方案》，黄冈市人民政府设置33个工作部门：
工作部门
- 黄冈市人民政府办公室
- 黄冈市发展和改革委员会（黄冈市粮食局）
- 黄冈市教育局
- 黄冈市科学技术局
- 黄冈市经济和信息化局
- 黄冈市民族宗教事务委员会
- 黄冈市公安局
- 黄冈市民政局
- 黄冈市司法局
- 黄冈市财政局
- 黄冈市人力资源和社会保障局
- 黄冈市自然资源和规划局
- 黄冈市生态环境局
- 黄冈市住房和城乡建设局
- 黄冈市交通运输局
- 黄冈市水利和湖泊局（黄冈市河湖长制办公室）
- 黄冈市农业农村局
- 黄冈市商务局
- 黄冈市文化和旅游局（黄冈市广播电视局、黄冈市体育局、黄冈市文物局）
- 黄冈市卫生健康委员会
- 黄冈市退役军人事务局
- 黄冈市应急管理局
- 黄冈市审计局
- 黄冈市人民政府国有资产监督管理委员会
- 黄冈市市场监督管理局（黄冈市知识产权局）
- 黄冈市统计局
- 黄冈市医疗保障局
- 黄冈市人民防空办公室
- 黄冈市人民政府研究室
- 黄冈市人民政府扶贫开发办公室
- 黄冈市地方金融工作局（黄冈市开发性金融合作领导小组办公室）
- 黄冈市林业局
- 黄冈市城市管理执法委员会
- 黄冈市政务服务和大数据管理局（黄冈市公共资源交易监督管理局）

## 历任市长
- 刘友凡（1996年12月－1998年6月）
- 段远明（1998年6月－2002年11月）
- 刘善桥（2003年1月－2006年7月）
- 刘雪荣（2007年1月21日－2013年3月27日[4]）
- 陈安丽（2013年4月26日－2016年6月22日[5]）
- 肖伏清（2016年8月29日[6]－2017年5月5日[7]）
- 邱丽新（2018年1月8日－2021年5月）[8]－）
- 李军杰（2021年6月15日－）市委副书记，市政府党组书记、副市长、代市长